# Dyscia scannaria
Dyscia scannaria là một loài bướm đêm trong họ Geometridae.